# توماس پارنل (دانشمند)
 توماس پارنل (انگلیسی: Thomas Parnell؛ زاده ۵ ژوئیه ۱۸۸۱ درگذشته ۱ سپتامبر ۱۹۴۸) یک فیزیک‌دان اهل بریتانیا بود. 
وی همچنین برنده جوایزی همچون جایزه ایگ‌نوبل شده است.